# Beameromyia silvacola
Beameromyia silvacola är en tvåvingeart som beskrevs av Martin 1957. Beameromyia silvacola ingår i släktet Beameromyia och familjen rovflugor. Inga underarter finns listade i Catalogue of Life.